# Shastasaurus
Lo shastasauro (gen. Shastasaurus) è un rettile marino estinto, appartenente agli ittiosauri. Visse nel Triassico superiore (Carnico - Norico, circa 230 - 210 milioni di anni fa) e i suoi resti fossili sono stati ritrovati in Nordamerica e (forse) in Asia ed Europa. È considerato uno dei più grandi rettili marini noti, di dimensioni paragonabili alla Balenottera comune, attualmente il secondo più grande vivente sulla terra.

## Descrizione
La specie tipo di questo animale, Shastasaurus pacificus, è nota grazie a fossili incompleti provenienti dalla California. Questa specie doveva essere un ittiosauro di grandi dimensioni, lungo oltre 8 metri; un'altra specie attribuita al genere Shastasaurus, S. sikanniensis della Columbia Britannica, doveva essere molto più grande, e poteva raggiungere i 21-23 metri di lunghezza e le 96 tonnellate di peso, rendendolo così il rettile marino più grande mai vissuto. Gli esemplari più completi, tuttavia, appartengono alla specie cinese S. liangae (13 metri).
Shastasaurus era un ittiosauro molto specializzato, e differiva considerevolmente dalla maggior parte degli altri ittiosauri. Era molto snello: gli esemplari più grandi di S. sikanniensis possedevano una gabbia toracica ampia meno di due metri, benché lo spazio tra pinne anteriori e posteriori fosse di oltre 7 metri. Shastasaurus, inoltre, possedeva un muso appuntito, ma dotato di un rostro insolitamente corto e sprovvisto di denti. In S. liangae, l'unica specie di cui si conservano crani completi, il cranio misura solo l'8% della lunghezza totale del corpo. Al contrario di altre forme strettamente imparentate (come Shonisaurus), la mancanza di denti era una caratteristica anche degli stadi giovanili dell'animale. Il muso era altamente compresso a causa di un'insolita disposizione delle ossa craniche: al contrario di quasi ogni altro rettile, l'osso nasale, che solitamente forma la parte mediana del cranio, si estendeva fino alla punta del muso, e tutte le altre ossa del muso si interrompevano improvvisamente. 

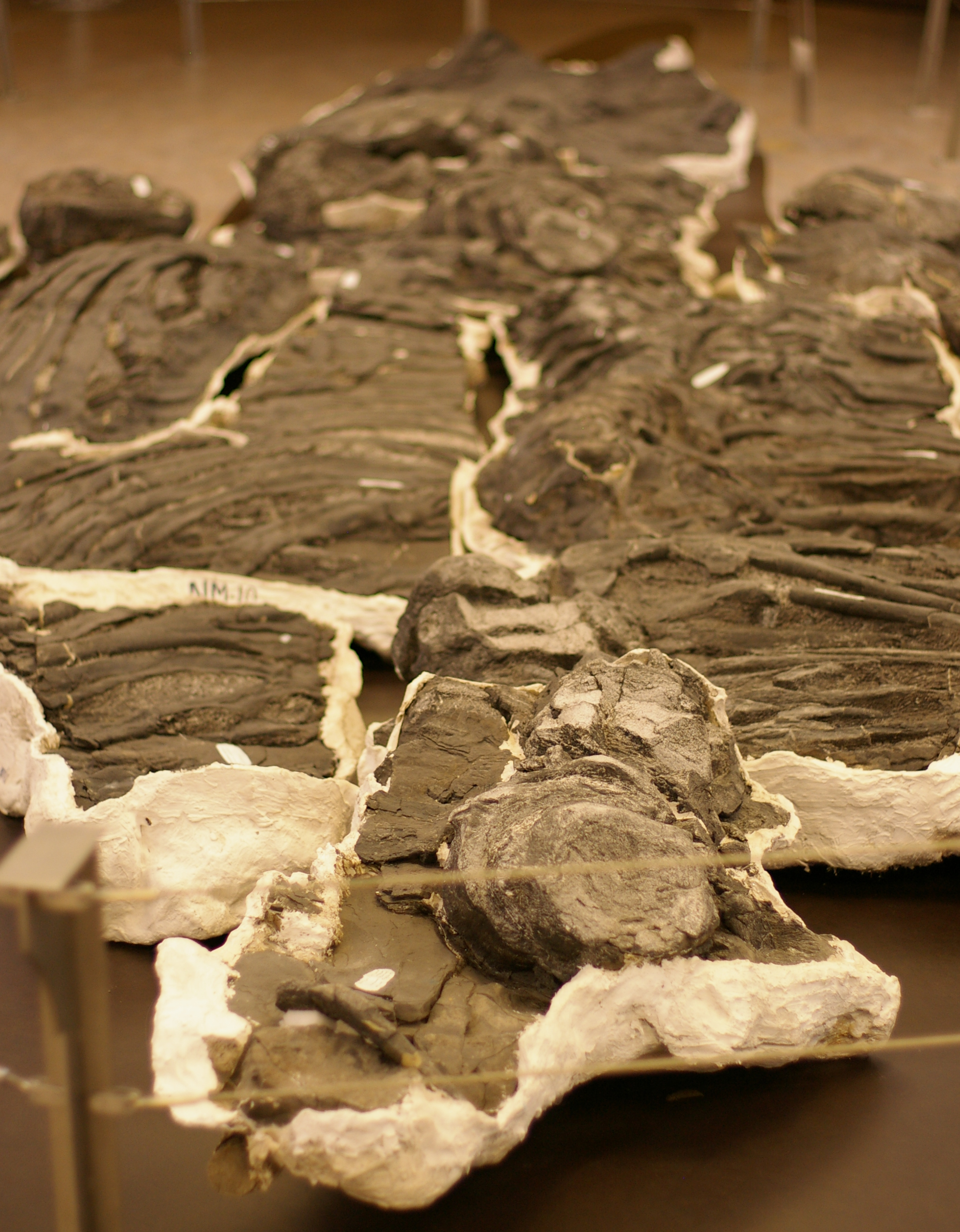
Fossili di Shastasaurus sikanniensis

Shastasaurus è inoltre rappresentato solitamente con una pinna dorsale, una caratteristica degli ittiosauri più evoluti. Tuttavia, altri animali simili erano probabilmente sprovvisti di tale pinna, e non vi è alcuna prova della presenza di questa pinna in nessuna specie di Shastasaurus. Anche il lobo superiore della pinna dorsale doveva essere molto meno sviluppato di quello di altri ittiosauri successivi.

## Classificazione
I primi fossili di Shastasaurus vennero ritrovati in strati del Carnico superiore in California, e vennero descritti da J. C. Merriam nel 1895 come Shastasaurus pacificus. Questa specie è nota solo grazie a esemplari piuttosto frammentari, e ciò ha indotto gli studiosi a ritenere che Shastasaurus possedesse il tipico rostro allungato degli altri ittiosauri. A questo genere sono state in seguito attribuite varie specie, la maggior parte delle quali di dubbia identità o attribuite ad altri generi. Le nordamericane S. alexandrae e S. altispinus sono considerate nomina dubia, così come l'austriaca S. carinthiacus. Le specie S. neoscapularis (Nordamerica) e S. tangae (Cina), in realtà dotate di un rostro allungato, sono attualmente considerate generi a sé stanti, rispettivamente Callawayia e Guizhouichthyosaurus. Una situazione analoga riguarda la specie tedesca S. neubigi, attualmente nota come Phantomosaurus neubigi.

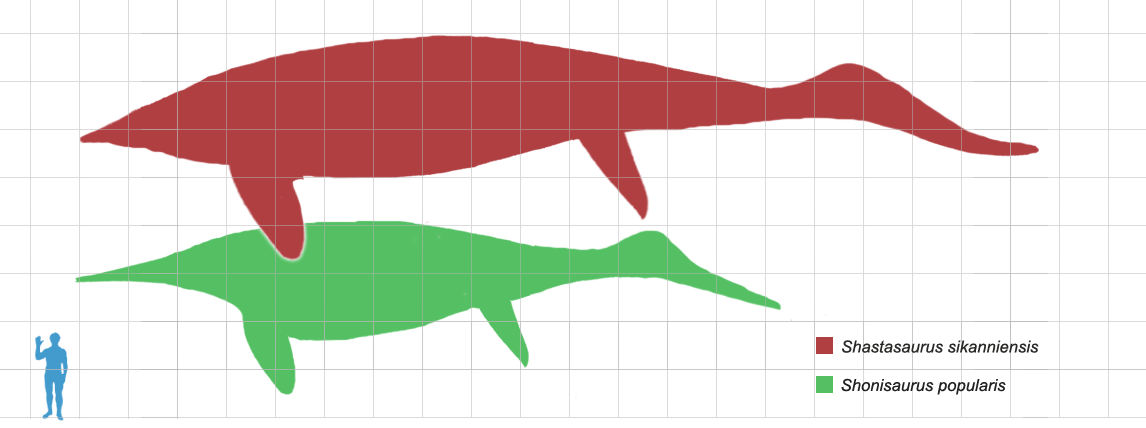
Taglia di Shonisaurus popularis (in verde) e di Shastasaurus sikanniensis (in rosso), in confronto a un uomo

Il genere Shastasaurus potrebbe includere un'altra specie valida, S. liangae; essa è conosciuta per alcuni esemplari ben conservati rinvenuti in Cina; descritta nel 2000, questa specie fu inizialmente assegnata a un genere a sé stante, Guanlingsaurus, ma uno studio del 2011 ha attribuito questi esemplari al genere Shastasaurus. Crani completi indicano che questo animale possedeva un muso eccezionalmente corto e privo di denti, ed è probabile che anche la specie S. pacificus avesse simili caratteristiche. Gli esemplari più grandi di S. liangae misurano oltre 8 metri, ed è noto anche un esemplare giovane eccezionalmente conservato, lungo circa 3,75 metri. Altri studi, tuttavia, indicano che questa specie era differente dalle altre attribuite a Shastasaurus, soprattutto per quanto riguarda le ossa ioidi.
La specie Shastasaurus sikanniensis, invece, venne descritta originariamente nel 2004 sulla base di fossili giganteschi rinvenuti nella formazione Pardonet della British Columbia; i fossili vennero attribuiti in un primo tempo a un altro genere di ittiosauri colossali, Shonisaurus. Lo studio di Sander e colleghi del 2011 ha invece considerato questa specie attribuibile a Shastasaurus, mentre un ulteriore studio del 2013 ha evidenziato le somiglianze con Shonisaurus. In ogni caso, con 21 metri di lunghezza, questo animale è uno dei più grandi rettili marini scoperti finora.

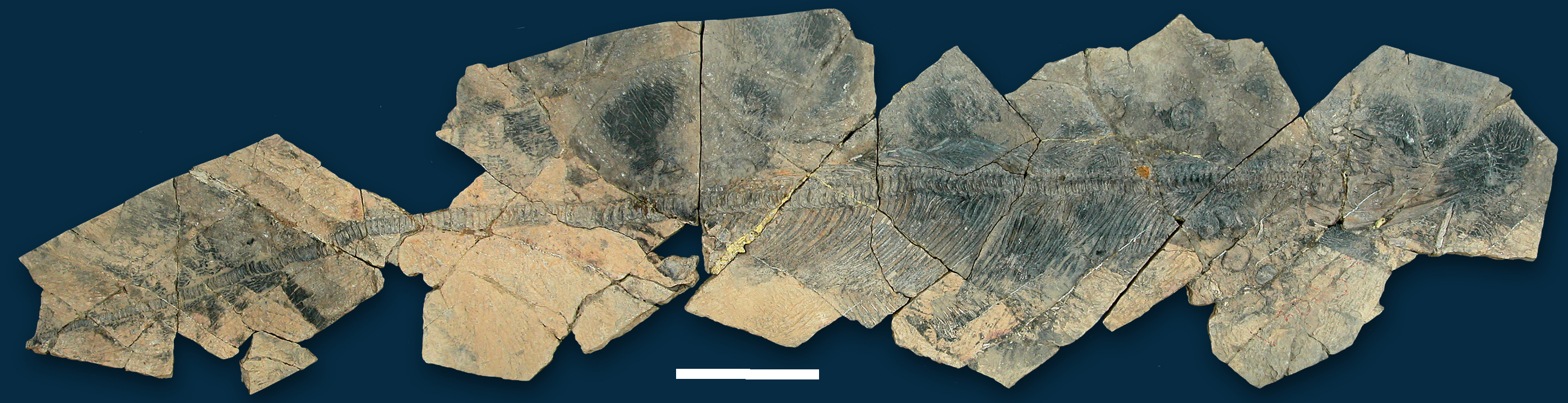
Scheletro completo di un giovane esemplare di S. liangae

## Paleobiologia
A causa del muso insolitamente corto e privo di denti (soprattutto se rapportato a quello degli altri ittiosauri, solitamente lungo e dentato) è stato proposto che Shastasaurus per nutrirsi usasse la tecnica della suction feeding, un metodo di ingerire la preda che prevede il risucchio della stessa nella bocca; secondo questo studio, Shastasaurus si nutriva prevalentemente di cefalopodi. Altre ricerche indicano invece che le mascelle di questo ittiosauro non assomigliano a quelle di altri organismi che adottano questa strategia.

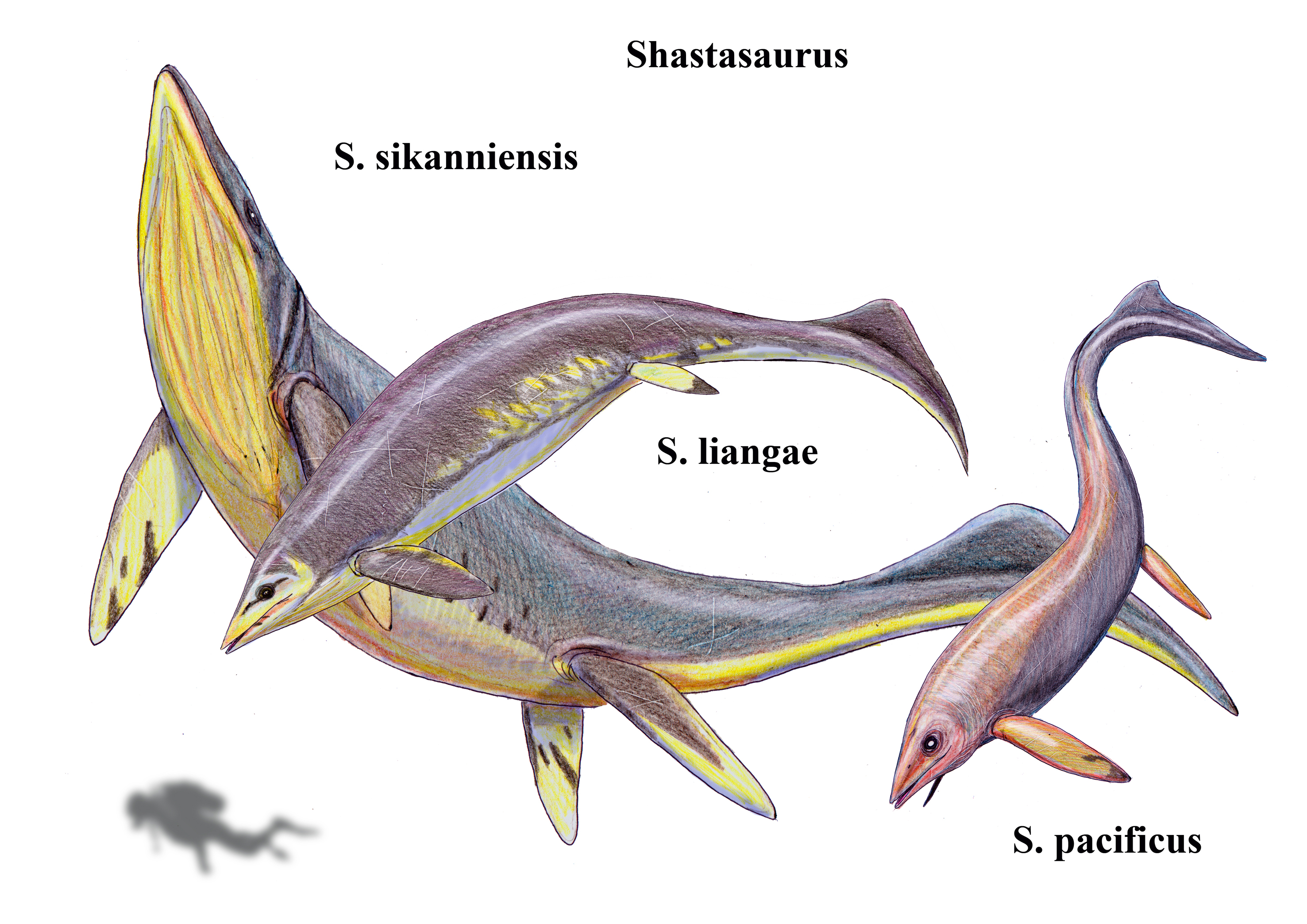
Ricostruzione delle varie specie note di Shastasaurus